# Arveligt monarki
Et arveligt monarki er den mest udbredte form for monarki og er grundlaget for næsten alle verdens monarkier. 
Under et arveligt monarki kommer alle herskere fra samme familie, og kronen videregives fra det ene medlem af familien til det næste. Arvelig styreform giver systemet fordele i form af stabilitet, kontinuitet og forudsigelighed. Desuden styrker det  interne, stabiliserende faktorer som hengivenhed og loyalitet mod den herskende familie.
Når regenten (konge, dronning, hertug, hertuginde osv.) i et arveligt rige dør eller træder tilbage, gives kronen sædvanligvis videre til den næste generation efter en forud fastlagt rangorden. Når arvingen dør, arves kronen af et barn. I de tilfælde, hvor der ikke findes direkte efterkommere, træder en søster, en bror, en niece, en nevø, et søskendebarn eller i de færreste tilfælde et næstsøskendebarn til og overtager regeringsværdigheden. Arvefølgen fastsættes efter en speciel lov (se Den danske tronfølge). Arvefølgen er baseret på en førstefødselsret, men der findes andre regler som agnatisk arvefølge. Arvefølgen er i Tyskland især gået på omgang mellem flere grene af fyrstefamilien eller mellem forskellige fyrstefamilier.
Under en agnatisk arvefølge har kvinderne i herskerfamilien hverken ret til at indtage tronen eller til at viderebringe arveretten til deres mandlige efterkommere. (se Saliske lov).  Agnater er fyrster, som er forbundet i en ubrudt mandlig linje. Kognatisk arvefølge betød tidligere blot en hvilken som helst arvings ret til kronen, uanset om de var mænd eller kvinder. I dag bruges udtrykket om ligeret til kronen ordnet efter fødselstidspunktet.
Et monarki med valgte herskere kan fungere som et arveligt monarki, hvis retten til at blive valgt er afgrænset til medlemmerne af en bestemt familie. På den måde er mange valgte monarkier i historiens løb blevet til arvelige monarkier. Især hvis herskeren kunne vælge sin søn, datter, bror, søster eller en anden slægtning som efterfølger. Det gav fyrsten eller fyrstinden mulighed for at bruge sin magt til at gennemtvinge det resultat af valget, som han eller hun ønskede.
Mange af senmiddelalderens monarkier i Europa var officielt valgte monarkier, men i praksis sad den samme familie på tronen i op til flere hundrede år. Den situation kan beskrives som et overgangsmonarki, hvor systemet er under langsom ændring. Mange af disse overgangsstyrer blev til officielt arvelige monarkier i løbet af nyere tid.